# Friedrich Gottlieb Süskind
Friedrich Gottlieb Süskind (* 17. Februar 1767 in Neuenstadt am Kocher; † 12. November 1829 in Stuttgart) war ein evangelisch-lutherischer Theologe.

## Leben
Süskind war ab 1798 Professor und Frühprediger in Tübingen, später auch 2. Superattendent am Tübinger Stift. 1805 wurde er Oberhofprediger (bis 1814) und Konsistorialrat, 1814 auch Direktor der Oberstudiendirektion. An der liturgischen Neuordnung (1809) in Württemberg, die nach aufklärerischen Prinzipien gestaltet wurde, war er maßgeblich beteiligt.
Süskind gilt als der »Dialektiker« der älteren Tübinger Schule, die von seinem Lehrer Gottlob Christian Storr begründet worden war, zugleich aber auch als ihr Apologet gegenüber den Philosophen Kant, Fichte und Schelling. Auf der Grundlage der Kantischen Vernunftkritik begründete er den Offenbarungsglauben im Sinne des Supranaturalismus.
Neben Süskind werden Johann Friedrich Flatt, Carl Christian von Flatt, Ernst Gottlieb Bengel, Johann Christian Friedrich Steudel und andere zur älteren Evangelischen Tübinger Schule gerechnet, die sich im Gegensatz zur Aufklärung und zum Rationalismus durch einen Supranaturalismus auszeichnete und „die Heilige Schrift als durch göttliche Autorität beglaubigte [und] in sich widerspruchsfreie Offenbarung zum Ausgangspunkt und zur Grundlage aller theologischen Urteilsbildung machte.“
Einer seiner Cousins war der Stammvater des freiherrlichen Hauses Süßkind, der Augsburger Bankier Johann Gottlieb von Süßkind.
Seine Söhne waren Eduard Süskind und Hermann Süskind. Süskinds Tochter Wilhelmine (1800–1840) heiratete 1819 den Journalisten und Verleger Karl Elben. Unter Süskinds Enkeln war der Politiker Otto Elben.

## Werke
- Über das Recht der Vernunft in Ansehung der negativen Bestimmung der Offenbarung (1797)
- In welchem Sinne hat Jesus die Göttlichkeit seiner Religions- und Sittenlehre behauptet? Cotta, Tübingen 1802.
- Über die Pestalozzische Methode und ihre Einführung in die Volksschulen. Steinkopf, Stuttgart 1810.
- Prüfung der Schellingischen Lehren von Gott, Weltschöpfung, Freyheit, moralischem Guten und Bösen. Cotta, Tübingen 1812.
- Vermischte Aufsätze meist theologischen Inhalts. Hrsg. von Karl Friderich Süskind. Löflund, Stuttgart 1831.
- Als Herausgeber: Magazin für Dogmatik und Moral (1803–1816)